# Nenad Kovačević
Nenad Kovačević (in serbo Ненад Ковачевић?; Kraljevo, 11 novembre 1980) è un allenatore di calcio ed ex calciatore serbo, di ruolo centrocampista.

## Carriera
Debutta da professionista nel 1996 nella squadra cittadina dello Sloga Kraljevo, ma il gran talento ne determina l'ingaggio immediato da parte della Stella Rossa di Belgrado, che, per farlo maturare lo cede in prestito allo Jedinstvo Ub, al Big Bul Bačinci, al Borac Čačak e al Budućnost Banatski Dvor.
Rientrato a Belgrado all'inizio della stagione 2002-2003, diventa uno dei punti di forza della formazione biancorossa, con cui vince 2 campionati di Serbia e Montenegro e altrettante Coppe di Serbia e Montenegro.
Nell'ultimo giorno del mercato estivo del 2006 si trasferisce in Francia, al Lens.

## Palmarès

### Club

#### Competizioni nazionali
- Campionati di Serbia e Montenegro: 2

Stella Rossa: 2003-2004, 2005-2006
- Coppe di Serbia e Montenegro: 2

Stella Rossa: 2003-2004, 2005-2006
- Ligue 2: 1

Lens: 2008-2009